# District de Tapolca
Le district de Tapolca (en hongrois : Tapolcai járás) est un des 10 districts du comitat de Veszprém en Hongrie. Il compte 34 689 habitants et rassemble 33 localités : 31 communes et deux villes, Tapolca, son chef-lieu.
Cette entité existait déjà auparavant et a été supprimé lors de la réforme territoriale de 1983.

## Localités
- Ábrahámhegy
- Badacsonytomaj
- Badacsonytördemic
- Balatonederics
- Balatonhenye
- Balatonrendes
- Gyulakeszi
- Hegyesd
- Hegymagas
- Kapolcs
- Kisapáti
- Káptalantóti
- Kékkút
- Köveskál
- Kővágóörs
- Lesencefalu
- Lesenceistvánd
- Lesencetomaj
- Mindszentkálla
- Monostorapáti
- Nemesgulács
- Nemesvita
- Raposka
- Révfülöp
- Salföld
- Szentbékkálla
- Szigliget
- Sáska
- Taliándörögd
- Tapolca
- Uzsa
- Vigántpetend
- Zalahaláp